# Henlow
Henlow – wieś w Anglii, w hrabstwie ceremonialnym Bedfordshire, w dystrykcie (unitary authority) Central Bedfordshire. Leży 17 km na południowy wschód od centrum miasta Bedford i 60 km na północ od centrum Londynu. Miejscowość liczy 3 084 mieszkańców.